# Ananda Sukarlan
Ananda Sukarlan (* 10. Juni 1968 in Jakarta) ist ein indonesischer Pianist.

## Leben
Sukarlan hatte als Kind Klavierunterricht bei einer älteren Schwester und besuchte sechs Jahre lang die Musikschule von Jakarta. Nach dem Abschluss der jesuitischen Canisius High School studierte er ab 1986 am Walter Hautzig Conservatory in Hartford (Connecticut). 
Später ging er in die Niederlande, um am Koninklijk Conservatorium in Den Haag zu studieren. Nachdem 1993 die kulturelle Zusammenarbeit zwischen den Niederlanden und Indonesien unterbrochen und sein Stipendium ausgesetzt wurde, nahm er an zahlreichen Wettbewerben teil, um sein weiteres Studium zu finanzieren, das er 1998summa cum laude abschloss. Seitdem lebt er in Spanien.
Im Mittelpunkt des Repertoires Sukarlans stehen die Werke zeitgenössischer Komponisten. Viele spanische Komponisten, aber auch sein Lehrer Roderik de Man widmeten ihm Kompositionen. 

## Diskographie
- The Pentatonic Connection – Tippett, Godowsky, Debussy, Knussen and others, 1993
- David del Puerto: Symphony no. 2 "Nusantara" für Klavier und Orchester mit dem Orquesta de la Comunidad de Madrid unter José Ramón Encinar
- Juanjo Mier Cáraves, Obra de piano
- Trisutji Kamal: Elaborations of Indonesian Folkmelodies & Individual Works 1975-2005
- Trisutji Kamal: Sunda Seascapes & Music for Films
- Jesús Rueda: Alle Werke für Streicher und Klavier mit dem Arditti Quartett, 2 CDs
- Santiago Lanchares Complete Piano Works
- Music on and off the Keys – Lukas Foss, Yoichi Togawa, Benjamin Frankel, Ludger Hofmann-Engl, Brian Kershner, Theo Loevendie